# Avril 1775
Cette page présente les faits marquants du mois d'avril 1775.

## Événements

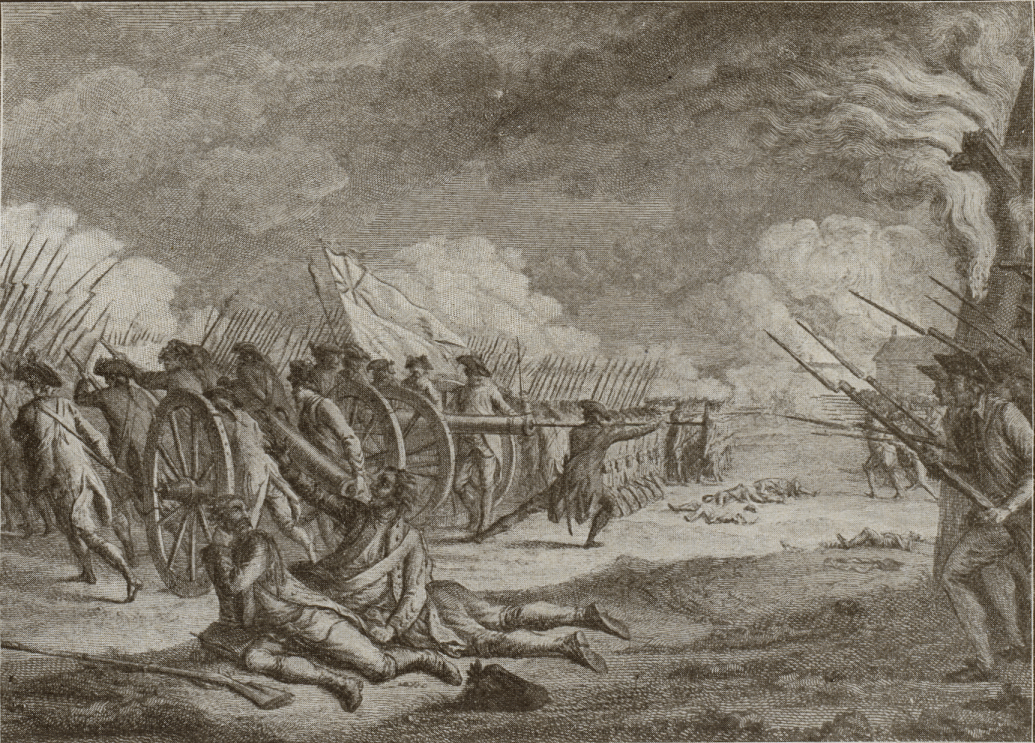
19 avril : bataille de Lexington et Concord

- 4 avril, Allemagne : dernière condamnation à mort en Europe d'une « sorcière », Anna Schwegelin, à Kempten im Allgäu[1]. Contrairement à ce qui a longtemps été pensé, la sentence n'a pas été exécutée.
- 18 avril - 6 mai, France : guerre des farines, troubles organisés par les spéculateurs contre les réformes de Turgot. La récolte médiocre de 1774 et la spéculation des marchands de grain, qui stockent pour faire monter les cours, provoque la « cherté » des grains (après celle de 1771 et 1773). Des émeutes éclatent sur les marchés et les émeutiers imposent une taxation des prix. Turgot est amené à réprimer durement les émeutes de la « guerre des farines ».
- 19 avril : bataille de Lexington et Concord au Massachusetts[2]. Victoire des rebelles américains. Cette bataille marque le début de la Guerre d'indépendance des États-Unis.

## Naissances
- 23 avril : Joseph Mallord William Turner, peintre, aquarelliste et graveur britannique († 19 décembre 1851).